# Something Just like This
«Something Just like This» és una cançó del duet estatunidenc The Chainsmokers i la banda britànica Coldplay. Va representar el segon senzill de l'àlbum de debut de Tha Chainsmokers, titulat Memories...Do Not Open (2017), i també fou el primer de l'EP Kaleidoscope de Coldplay. La banda anglesa també va llançar el 23 de juny del mateix any una remescla en directe enregistrada a Tòquio.
El videoclip fou dirigit per James Zwadlo i es va llançar el 22 de febrer de 2017 en el canal de YouTube de The Chainsmokers. També van llançar una nova versió del videoclip per la remescla Tokio Remix el mateix dia del llançament de la cançó.
La cançó va arribar al número tres de la llista estatunidenca de senzills, esdevenint el tercer tema de The Chainsmokers col·locat en el Top 5 d'aquest llista després de «Don't Let Me Down» i «Closer». Per la seva banda va esdevenir tot just el segon senzill que Coldplay col·loca entre els cinc millors d'aquesta llista després de «Viva la Vida», i el quart entre els deu primers. Finalment va superar el milió de còpies venudes en aquest país. Va aconseguir entrar al Top 10 en la majoria de països destacant la segona posició a Austràlia o el Regne Unit, i la sisena a Espanya.
Ambdues formacions van estrenar conjuntament «Something Just like This» en directe el 22 de febrer de 2017 durant la celebració dels Brit Awards a Londres. Van interpretar-la conjuntament en diverses ocasions més, destacant el concert solidari "One Love Manchester" per les víctimes de l'Atemptat de Manchester de 2017.

## Llista de cançons
| 1. | «Something Just Like This» | 4:07 |

| 1. | «Something Just Like This» (Alesso Remix)                    | 4:12 |
| 2. | «Something Just Like This» (R3hab Remix)                     | 2:42 |
| 3. | «Something Just Like This» (Dimitri Vegas & Like Mike Remix) | 3:50 |
| 4. | «Something Just Like This» (Don Diablo Remix)                | 3:50 |
| 5. | «Something Just Like This» (Jai Wolf Remix)                  | 2:56 |
| 6. | «Something Just Like This» (ARMNHMR Remix)                   | 3:44 |

| 1. | «Something Just Like This» (Tokyo Remix) | 4:32 |